# Inocencia González Sainz
Inocencia González Sainz (Baja California, México, 28 de diciembre de 1936 - 23 de junio de 2021) fue una artesana, jefa tradicional cucapah, promotora cultural, defensora del rescate de las tradiciones de su pueblo e impulsora del Museo Comunitario Cucapah. Galardonada con el Gran Premio Nacional de Arte Popular en 2019 otorgado por la Secretaría de Cultura, en la categoría de Trayectoria Artesanal. En 2020 fue seleccionada como Tesoro Humano Vivo por el Gobierno del Estado de Baja California y la Secretaría de Cultura. Durante su vida obtuvo distintos reconocimientos a nivel internacional, nacional y regional; diversas artesanías elaboradas por ella se encuentran en colecciones de museos y galerías de México y de Estados Unidos.

## Biografía
Inocencia González nació en una casa de cachanilla a la orilla del río Colorado; en un lugar que en ese período no tenía nombre asignado, actualmente se le conoce como campo Sonora y sigue localizado en el estado de Baja California. Hija de Prisciliano González y Teodosa Sainz Domínguez. Su madre era cucapah y su padre fue un soldado que acompañó al Coronel Esteban Cantú en 1911 oriundo del Estado de México y llegó a vivir en la comunidad de El Mayor (Cucapá) para resguardar los barcos que llegaban al Río Colorado. 
Creció cerca del delta del río Colorado cuando su cauce proveía abundante agua, comida, medicinas y alivio espiritual a su comunidad. Inocencia hablaba español desde su infancia porque su padre lo hablaba; pero en su casa la lengua que predominaba era la cucapá, ya que en la región donde residía predominaba el pueblo cucapah.

## Trayectoria cultural

### Artesana
El tejido de los pectorales ceremoniales es una de las tradiciones que hoy en día distinguen al pueblo cucapah y que ha realizado desde tiempos remotos. Anteriormente, se realizaban con cuentas de madera, barro, hueso y piedra; actualmente se elaboran con chaquira de diversos tipos y colores, hilos de nailon y conchas de río. Durante algunas décadas durante el siglo XX esta tradición fue abandonada y fue hasta alrededor de 1975 como parte de un programa del Instituto Nacional Indigenista impulsado por Anita Álvarez que se retomó esta actividad. Inocencia González a sus 38 años de edad fue la primera persona en recuperar esa técnica de tejer objetos con chaquira bajo la asesoría del líder de la comunidad. Desde entonces compartió sus conocimientos enseñando a las nuevas generaciones las costumbres ancestrales de adornarse con collares y accesorios que elaboraban con piedras y conchas del Río Colorado convirtiéndolas en el arte del tejido de chaquira. Esta habilidad la fue dominando paulatinamente; en sus últimos años confeccionó hermosos collares y pectorales, algunos de ellos premiados a nivel nacional. Por mucho tiempo fue la única cucapah que dominó el tejido de la capa tradicional de chaquira en la que se usa el tejido más antiguo, tupido y cuya elaboración tarda hasta un año; esta labor la  hizo acreedora de numerosos reconocimientos; la técnica, que es diferente a la del pectoral, se ha usado desde el siglo XVII cuando los extranjeros trajeron la chaquira a la región.
Inocencia se dedicó de tiempo completo a la elaboración de artesanías: adornos de chaquira, tejidos, cestos, aretes, faldas de tule y sauce, collares, capas y pectorales ceremoniales. Participaba cada año en concursos de artesanías regionales de todas las etnias como el evento Nativa que se lleva a cabo cada verano en Baja California; exposiciones y concursos nacionales como Las Manos de México, realizado en la Ciudad de México. A sus 82 años, en 2019 fue reconocida con el Gran Premio Nacional de Arte Popular de trayectoria artesanal.

### Pescadora
Además de artesana, Inocencia fue pescadora y destacaba por su dominio en la técnica y elaboración de implementos de pesca artesanal. Enseñó a sus hijos a pescar con canoas y trampas hechas a partir del sauce que nacía en sus riveras de la misma manera que sus padres y abuelos le enseñaron a ella. En 1970, fue la fundadora de la primera cooperativa pesquera comercial de la comunidad cucapah «Ah wii mac» (que significa agua detrás del cerro), estaba formada por 25 pescadores indígenas además de sus ayudantes de pesca. González fue la primera mujer cucapah que obtuvo el permiso para ejercer la pesca en 1985; a pesar de que siempre luchó por el agua del Río Colorado y denunció la falta de agua en las comunidades cucapah; le retiraron su permiso de pesca en 1998 derivado de los conflictos de pesca y las leyes ambientes que se han manifestado entre el gobierno mexicano y la comunidad cucapah desde 1993 tras la creación de la Reserva de la biosfera del Alto Golfo de California y Delta del Río Colorado.

### Promotora cultural
Inocencia a lo largo de su trayectoria fue reconocida debido a los esfuerzos por promover, conservar y difundir sus tradiciones. También fue conocida por ser instructora de la lengua, ritos ceremoniales, bailes y cocina tradicional cucapah. Se relacionó con distintas personalidades para compartir y difundir el conocimiento sobre sus tradiciones y cultura; antropólogas como Anita Álvarez, historiadoras como Yolanda Sánchez Ogás, periodistas y otras promotoras de la cultura.
Inocencia González fue autoridad tradicional por mucho tiempo, junto a su hija Antonia Torres González fue impulsora del Museo Comunitario Cucapah en 1990. Cuando inició el museo hubo una reunión general de comuneros y habitantes de la comunidad donde se les designó como promotoras de cultura del museo. Cualquier cuestión sobre el uso de la lengua, el vocabulario o la historia cucapah o del museo, le consultaban a Inocencia. Trabajó en el museo sin percibir salario, más que la satisfacción de resguardar la cultura.